# إينيس دي كاسترو
إينيس دي كاسترو (1325 - 7 يناير 1355) هي جاليسية المولد من أم برتغالية عاشت قصة حب حزينة وطويلة مع أمير ووريث البرتغال انذاك بيدرو حيث عارض والده الملك هذا الحب السخيف إلى أن تم قتله سر دون علم الأمير بهذا عام 1355 وبعد سنتين فقط أصبح الأمير ملكاً بعد وفاة والده تاركاً سر وفاته محفوراً في الأرض، وهي أم لثلاثة أبناء كلهم من الأمير وبحيث طالب أثنان منهم مع أخيهم الأصغر جواو أفيس بالعرش البرتغالي خلال الأزمة بعد وفاة أخيهم الأكبر وبحيث اعتلى ابنته العرش ونجح أخيهم الأصغر جواو أفيس في أن يصبح ملكاً على البرتغال.

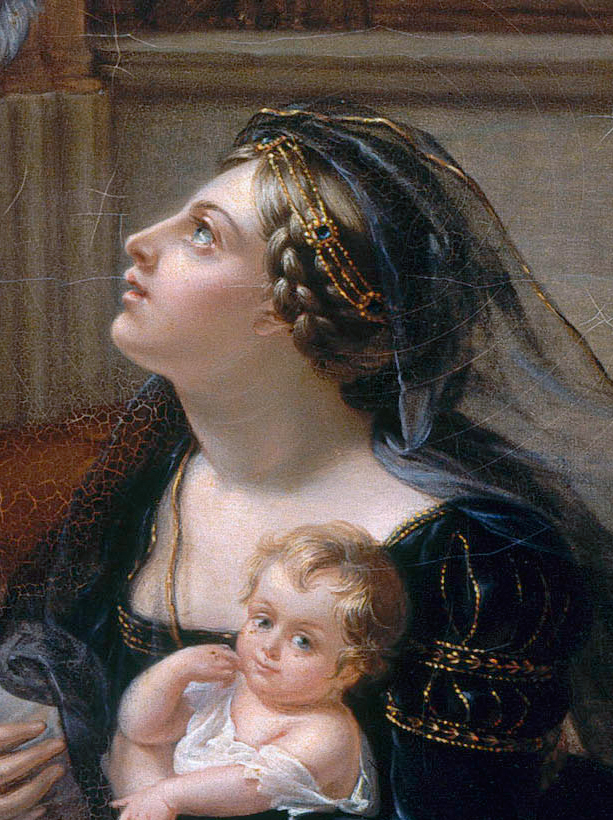
إينيس دي كاسترو

## السيرة الذاتية
إينيس ي كاسترو هي من أسرة كاسترو «جاليكية-البرتغالية» لها نسل سواء كان شرعي أو غير شرعي بالعائلة حاكمة في قشتالة والبرتغالية من خلال أبنة هنري كونت البرتغال.

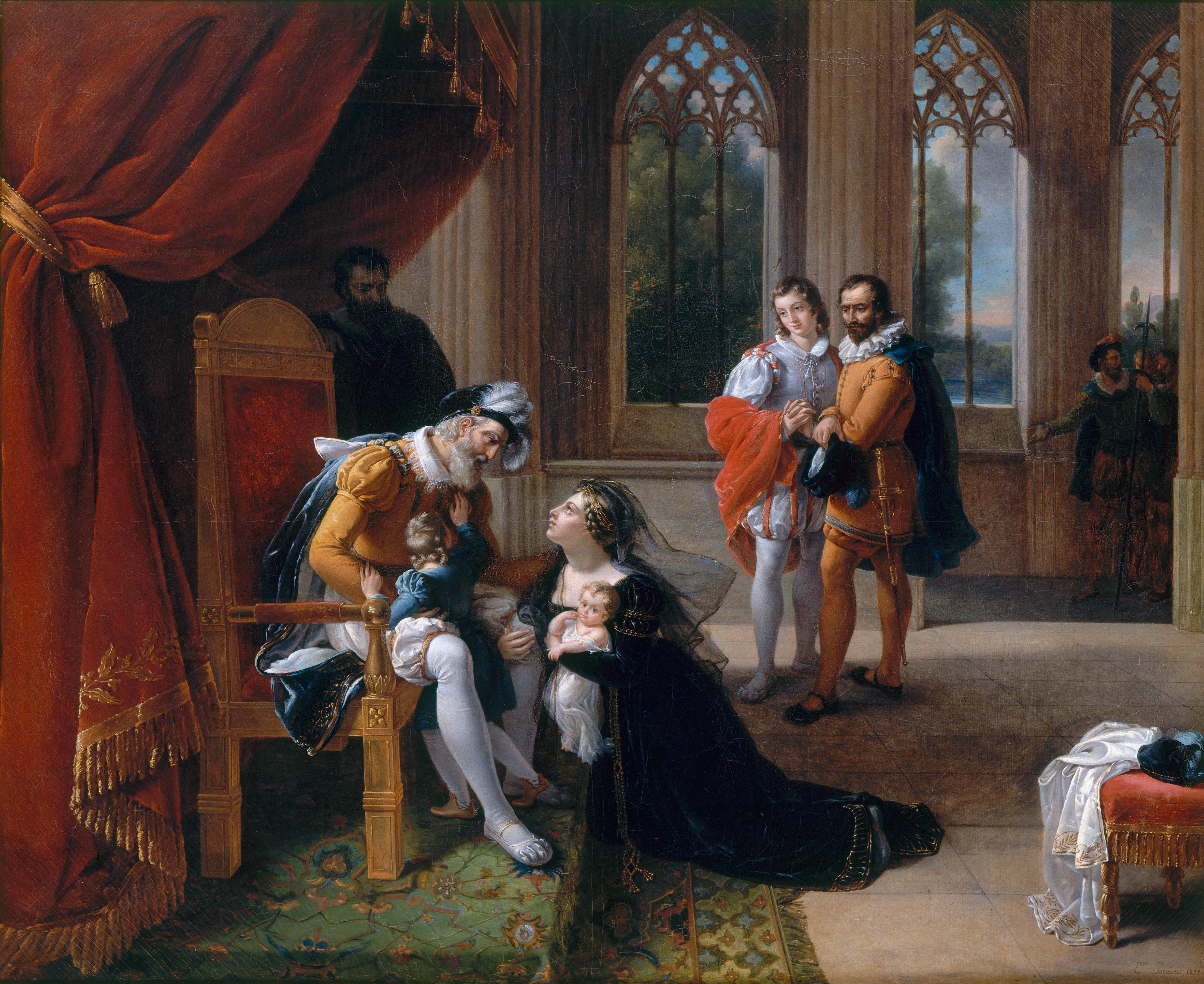
هي جالسة أمام الملك

جاءت إينيس إلى البرتغال كخادمة لـ « كونستانس من بينافيل» التي تزوجت مؤخراً من الأمير بيدرو وسقط الأمير في حبها وبدأ في إهمال زوجته قانونية، مما عرض للخطر العلاقات الواهنة بالفعل مع قشتالة وخاصة مع والدها خوان مانويل، أمير بليانة، وعلاوة على ذلك جلب الحب بيتر لإينيس نبلاء القشتاليين المنفيين ومع أخوة إينيس ليصبحوا أصدقاء الأمير والمستشارين الموثوق به، الملك أفونسو الرابع من البرتغال والد بيدرو تضايق من النفوذ إينيس على أبنه وانتظر الأفتتان المتبادل بينهما ليزول ولكنه لم يفعل.
كونستانس من بينافيل توفيت في 1345, وحاول أفونسو الرابع عدة مرات لترتيب زواج لابنه مرة أخرى، ولكن بيدرو رفض لاتخاذ زوجة أخرى غير من إينيس، بحيث كان الملك يرى بأنها غير مؤهلة لتكون ملكة، نجل بيدرو الشرعي في مستقبل الملك فرناندو الأول ملك البرتغال كان الطفل النحيل، بينما الأبناء إيناس الغير شرعيين كانوا جيدين، وهذا خلق المزيد حالة عدم الراحة حتى بين النبلاء البرتغالية، الذي خشى تزايد النفوذ القشتاليين أكثر في بيدرو، أفونسو الرابع نفى إيناس من البلاط بعد وفاة كونستانس، ولكن بيدرو ظل معها معلناً لها حبه الحقيقي، وبعد عدة محاولات للحفاظ على عشاق سراً، أمر أفونسو الرابع قتل إينيس في دير سانتا كلارا- في كويمبرا حيث اعتقلوا إينيس وقتلها وقطع رقابها أمام عيون أطفالها صغار، عندما سمع بيدرو هذا قام بـ بحث عن القتلة وتمكنت من القبض على اثنين منهم في 1361. وأعدموهم علناً، قام بـ تمزيق قلوبهم مدعياً بأنهم قاموا بـ سحق قلبه بعد قتل حبيبته.
بيدرو أصبح ملك البرتغال عام 1357, ثم ذكر أنه قد تزوج سراً من إينيس، بالتالي اعتبر الملكة الشرعية، تقول الأسطورة أنه تم نبش قبرها وأخرج الجثة وأجبر البلاط بأكمله لمبايعة ملكة الجديدة من خلال تقبيل يد جثتها، ودفنت في وقت لاحق في دير ألكوباكا حيث لا يزال ينظر نعشها، مقابل قبر بيدرو، وفقا للأسطورة، في يوم القيامة بيدرو وإيناس يمكن أن ينظرون إلى بعضهم البعض عندما يترتفعوا من قبورهم، نحت على حد سواء التوابيت من الرخام بشكل رائع مع مشاهد من حياتهم ووعد من قبل بيدرو أنها سيكونوا معا يأكلون معا (حتى نهاية العالم).

### أبنائها
- ألفونسو.
- بياتريس.
- جواو.
- دينيس.